# Предгръцки езици
Предгръцките езици в лингвистиката е термин, обозначаващ неизвестните изолирани езици, разпространени в Древна Гърция преди пристигането и/или овладяването на страната от носителите на прагръцкия език. Предполага се, че древногръцкият език е заимствал много думи и собствени имена от тези езици, тъй като значителна част от гръцките думи нямат общ произход или аналози, нито могат да бъдат реконструирани посредством праиндоевропейски корени и морфеми.
В археологията т.нар. догръцки субстрат се отнася към етносите от ранния и отчасти средния период на континенталната еладска цивилизация, както и към минойската и цикладската цивилизации, като части от т.нар. егейски цивилизации. След възхода на микенската цивилизация, тя поглъща предходните три, асимилирайки и разтапяйки тези етноси сред първото гръцко население по тези места. Още по времето на Херодот много от тези догръцки народи се споменават само в легендите, т.е. били само спомен.
От писмените източници Омир първи споменава за тези древни народи, изброявайки ги: минойци, кидони и пеласги. Древногръцките митове и легенди споменават и други народи като минийци, кавкони, лелеги, аркадийци, дриопи, кинурийци, курети, молоси, тафийци. Западна Мала Азия се обитавала от лелеги, пеласги, тевкри, термили, тирени.
Вероятно дешифровката на все още неразчетената писменост Линеар А може да даде ключ към изясняване произхода и етногенезиса на тези народи и да потвърди или опровергае дали те са част от т.нар. морски народи, упоменати обширно в древноегипетските източници.